# Managed Account
Ein Managed Account (deutsch verwaltetes Konto) ist eine Anlageform, bei der ein privater oder institutioneller Kunde einen Dritten mit der Vermögensverwaltung der Einlagen bzw. Bestände eines (Handels-)Kontos mandatiert. Das Geld kann von einer entsprechenden Bankabteilung oder von Investment-Unternehmen ("Broker") verwaltet werden. Der Verwalter versucht durch eigenständigen Handel in Finanzinstrumenten zugunsten des Kontos Gewinne zu erzielen. Hierbei erteilt der Anleger dem Verwalter des Managed Accounts eine eingeschränkte Vollmacht, auf diesem eine vereinbarte Anlagestrategie umzusetzen.

## Merkmale
Bei einem Managed Account ist der Anleger selbst Eigentümer der Finanzinstrumente, in die das Portfolio investiert ist, und er hat Einblick in die einzelnen Transaktionen. Bei Investition in einen Publikumsfonds hingegen hält der Investor Anteilsscheine an einem gemeinsamen Vermögen.
Da Managed Accounts aktiv verwaltet werden – d. h. durch einen Manager –, entstehen höhere Kosten als bei einer passiven Strategie wie z. B. einem Indexfonds.
Verwaltet ein Manager mehrere Konten nach der gleichen Strategie, so entsteht zusätzlicher technischer Aufwand dadurch, dass er die Transaktionen auf allen Konten einzeln durchführen muss, die u. U. auch bei verschiedenen Brokern mit unterschiedlichen Handelssystemen liegen. Weiterhin müssen ggf. noch rechtliche oder regulatorische Voraussetzungen erfüllt werden.
Es ist eine – für Privatinvestoren erhebliche – Mindesteinlage erforderlich, die typischerweise in einer Größenordnung von 100.000 EUR liegt.

## Betrugsgefahren
Die US-Regulierungsbehörde CFTC rät zur Skepsis gegenüber Angeboten, bei denen Derivate auf Rechnung der Kunden gehandelt werden sollen. Insbesondere Versprechungen, es könnten hohe Renditen innerhalb kurzer Zeit erzielt werden, oder fehlende Aufklärung über extrem hohe Risiken, deuteten auf Betrug hin.
Der Zusammenbruch der Phoenix Kapitaldienst war ein prominenter Betrugsfall in Deutschland im Zusammenhang mit Managed Accounts. Für das Produkt Phoenix Managed Account wurden konstante, hohe Wertgewinne am Optionsmarkt in Aussicht gestellt, tatsächlich war es aber ein Schneeballsystem, das schließlich 2005 zusammenbrach.